# Chrysometa aureola
Chrysometa aureola este o specie de păianjeni din genul Chrysometa, familia Tetragnathidae. A fost descrisă pentru prima dată de Keyserling, 1884. Conform Catalogue of Life specia Chrysometa aureola nu are subspecii cunoscute.